# Demetri III d'Abkhàzia
Demetri III d'Abkhàzia (en georgià : დემეტრე III, Demetre III) fou rei d'Abkàzia del 967 al 975 (de 968/969 a 975/976 segons Toumanoff i de 957 a 979 segons René Grousset que segueix Marie-Félicité Brosset).
Demetri III era el tercer fill del rei Jordi II d'Abkhàzia. Va succeir al seu germà Lleó III d'Abkhàzia mort sense hereu mascle. Un partit de la noblesa es va reunir per cridat al seu germà petit Teodosi, que vivia exiliat a l'Imperi Romà d'Orient, per fer valer els seus drets a la corona, però el pretendent i els seus partidaris foren vençuts ràpidament per Demetri; Tedosi es va refugiar a Kartli amb el mthawar Adarnases, després amb David III d'Ibèria el futur curopalata de Taoklardjètia i finalment amb Ciríac II de Kakhètia. Demetri va convèncer a aquest darrer de fer de mediador per una reconciliació amb el seu germà, el que es va portar a efecte i Teodosi va poder tornar a Abkhàzia amb garanties de seguretat personal fetes per jurament davant el catholicos i el clergat del país.
Al cap d'un temps Demetri va tenir sospites que el seu germà tornava a conspirar i segons la crònica georgiana, « oblidant el nom de Déu posat de testimoni va violar el jurament » i va fer cegar a Teodosi. Aquest perjuri va aixecar la reprovació general de la població, però Demetri III va conservar el tron fins a la seva mort. Teodosi III el Cec fou cridat llavors a la successió.